# Eukiefferiella unicalcar
Eukiefferiella unicalcar är en tvåvingeart som först beskrevs av Ole Anton Saether 1969.  Eukiefferiella unicalcar ingår i släktet Eukiefferiella och familjen fjädermyggor.
Artens utbredningsområde är Alberta. Inga underarter finns listade i Catalogue of Life.